# Karte des Deutschen Reichs (Carl Vogel)

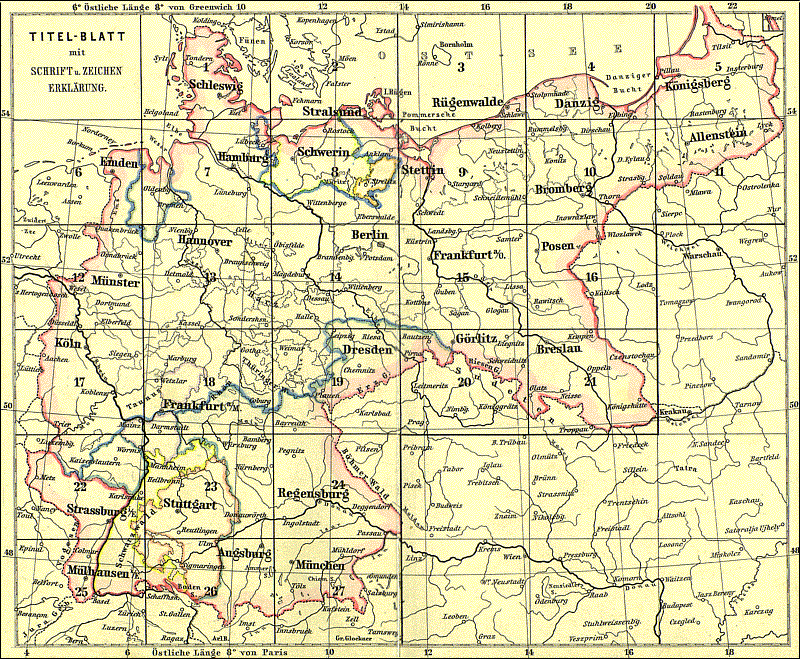
Blattschnitt

Die Karte des Deutschen Reichs ist ein topografisches Kartenwerk für das Deutsche Reich im Maßstab 1 : 500.000 von Carl Vogel (1828–1897). Es erschien 1893 in 27 farblithographierten Blättern im Verlag Perthes in Gotha.

## Unterscheidung
Dieses Kartenwerk ist zu unterscheiden von der Karte des Deutschen Reiches (Generalstabskarte) im Maßstab 1 : 100.000.

## Blätter
|                 | 01 – Schleswig      | 02 – Stralsund  | 03 – Rügenwalde     | 04 – Danzig   | 05 – Königsberg |
| 06 – Emden      | 07 – Hamburg        | 08 – Schwerin   | 09 – Stettin        | 10 – Bromberg | 11 – Allenstein |
| 12 – Münster    | 13 – Hannover       | 14 – Berlin     | 15 – Frankfurt Oder | 16 – Posen    |                 |
| 17 – Köln       | 18 – Frankfurt Main | 19 – Dresden    | 20 – Görlitz        | 21 – Breslau  |                 |
| 22 – Strassburg | 23 – Stuttgart      | 24 – Regensburg |                     |               |                 |
| 25 – Mülhausen  | 26 – Augsburg       | 27 – München    |                     |               |                 |